# Мексиканський передовий прогин
Мексиканський передовий прогин розташований перед фронтом Кордильєр і виконаний палеоген-неогеновими уламковими породами, що підстилаються карбонатними крейдовими і карбонатно-теригенними юрськими відкладами. Пологі складчасті структури сприяють скупченню вуглеводнів в рифогенних вапняках крейди (східний борт прогину) і третинних уламкових відкладах.